# 梁應澤
梁應澤（1569年—1634年），字射侯，号懸黎，直隸順天府宛平縣人，明朝政治人物。

## 生平
萬曆十九年举人，二十三年（1595年）乙未科進士，丁父忧，二十六年授户部主事，明年领通州仓，三十年升员外郎，迁郎中，出为徽州府知府。时矿役横肆，应泽持法严，不为阉宦所屈。摄徽宁道篆，擢河南按察副使，掌兵屯盐驿，摄河道事。有劝其取库中羡金者，拒之。三十七年考察去职。三十九年起复任陕西凤翔平凉道副使，四十年七月加升参政，丁母忧，服阕，调补山西河东盐法道参政。四十八年二月，升云南按察使。天启二年正月，吏部会都察院考察天下诸司官员，山西参政梁应泽等俱不及，奉旨褫职闲住、致仕、降调各有差。十二月，降补陕西平凉道右参政，明年以按察使改江西九江道。五年十月，升江西按察使梁应泽为河南布政使司右布政，管修河事务。六年三月，升山東左布政使，分守兖东道。七年迁僉都御史抚治郧阳，请建魏忠贤生祠于湖广。屡请减免南阳等处加赋，加右副都御史，巡抚如故。崇祯四年六月四疏引疾，十月得代归里。七年正月卒于保定之私第，享年六十六。

## 家族
先世为保定府清苑县人，永乐时祖某以從駕北征官锦衣卫百户，五世祖梁全始家顺天府。
子梁以楠、梁以樟、梁以桂。